# Linha 3 do Metrô de Santiago
A Linha 3: Plaza Quilicura ↔ Fernando Castillo Velasco é uma das linhas do Metrô de Santiago.
Sua inauguração ocorreu 22 de janeiro de 2019, enquanto a extensão de Los Libertadores para a Plaza Quilicura foi inaugurada em 25 de setembro de 2023.

## Estações
| Simbologia | Nome                      | Inauguração            | Comuna         | Integração                            | Posição     | Latitude      | Longitude     |
| ---------- | ------------------------- | ---------------------- | -------------- | ------------------------------------- | ----------- | ------------- | ------------- |
|            | Plaza Quilicura           | 25 de setembro de 2023 | Quilicura      | -                                     | Subterrânea |               |               |
|            | Lo Cruzat                 | 25 de setembro de 2023 | Quilicura      | -                                     | Subterrânea |               |               |
|            | Ferrocarril               | 25 de setembro de 2023 | Quilicura      | -                                     | Subterrânea |               |               |
|            | Los Libertadores          | 22 de janeiro de 2019  | Quilicura      | -                                     | Subterrânea | 33° 21' 56" S | 70° 41' 26" O |
|            | Cardenal Caro             | 22 de janeiro de 2019  | Conchalí       | -                                     | Subterrânea | 33° 22' 23" S | 70° 41' 10" O |
|            | Vivaceta                  | 22 de janeiro de 2019  | Conchalí       | -                                     | Subterrânea | 33° 23' 07" S | 70° 40' 46" O |
|            | Conchalí                  | 22 de janeiro de 2019  | Conchalí       | -                                     | Subterrânea | 33° 21' 51" S | 70° 40' 11" O |
|            | Plaza Chacabuco           | 22 de janeiro de 2019  | Independencia  | -                                     | Subterrânea | 33° 24' 23" S | 70° 39' 40" O |
|            | Hospitales                | 22 de janeiro de 2019  | Independencia  | -                                     | Subterrânea | 33° 25' 05" S | 70° 39' 21" O |
|            | Puente Cal y Canto        | 22 de janeiro de 2019  | Santiago       | (a partir de 2028) (a partir de 2032) | Subterrânea | 33° 25' 59" S | 70° 39' 07" O |
|            | Plaza de Armas            | 22 de janeiro de 2019  | Santiago       |                                       | Subterrânea | 33° 26' 16" S | 70° 39' 02" O |
|            | Universidad de Chile      | 22 de janeiro de 2019  | Santiago       |                                       | Subterrânea | 33° 26' 38" S | 70° 39' 01" O |
|            | Parque Almagro            | 22 de janeiro de 2019  | Santiago       | -                                     | Subterrânea | 33° 27' 06" S | 70° 39' 03" O |
|            | Matta                     | 22 de janeiro de 2019  | Santiago       | (a partir de 2030)                    | Subterrânea | 33° 27' 29" S | 70° 38' 35" O |
|            | Irarrázaval               | 22 de janeiro de 2019  | Ñuñoa          |                                       | Subterrânea | 33° 27' 09" S | 70° 37' 44" O |
|            | Monseñor Eyzaguirre       | 22 de janeiro de 2019  | Ñuñoa          | -                                     | Subterrânea | 33° 27' 12" S | 70° 36' 50" O |
|            | Ñuñoa                     | 22 de janeiro de 2019  | Ñuñoa          |                                       | Subterrânea | 33° 27' 15" S | 70° 36' 18" O |
|            | Chile España              | 22 de janeiro de 2019  | Ñuñoa          | (a partir de 2032)                    | Subterrânea | 33° 27' 19" S | 70° 35' 51" O |
|            | Villa Frei                | 22 de janeiro de 2019  | Providencia    | -                                     | Subterrânea | 33° 27' 16" S | 70° 34' 48" O |
|            | Plaza Egaña               | 22 de janeiro de 2019  | Ñuñoa/La Reina |                                       | Subterrânea | 33° 27' 12" S | 70° 34' 15" O |
|            | Fernando Castillo Velasco | 22 de janeiro de 2019  | La Reina       | -                                     | Subterrânea | 33° 27' 09" S | 70° 33' 29" O |